# بلیزنا
بلیزنا (به لهستانی:  Blizna) یک روستا در لهستان است که در گمینا اوستروو واقع شده‌است. بلیزنا ۲۵۰ نفر جمعیت دارد و ۲۰۰ متر بالاتر از سطح دریا واقع شده‌است.